# Kleine reseda
De kleine reseda (Reseda phyteuma) is een plant uit de resedafamilie (Resedaceae). Het is een tot 30 cm hoge, eenjarige of tweejarige plant. De bladeren zijn doorgaans enkelvoudig, maar zijn soms twee- of drielobbig. 
De plant bloeit tussen juni en augustus. De bloeiwijze is een aarvormige tros. De bloemen bestaan uit zes kelkbladeren en zes witte kroonbladeren. De vruchten zijn 1-1,5 cm grote, driehokkige doosvruchten. 
De plant komt van nature voor op droge, zanderige gronden in Zuid-Europa. De plant is verwilderd in een aantal gebieden, waaronder Zuid-Engeland. 

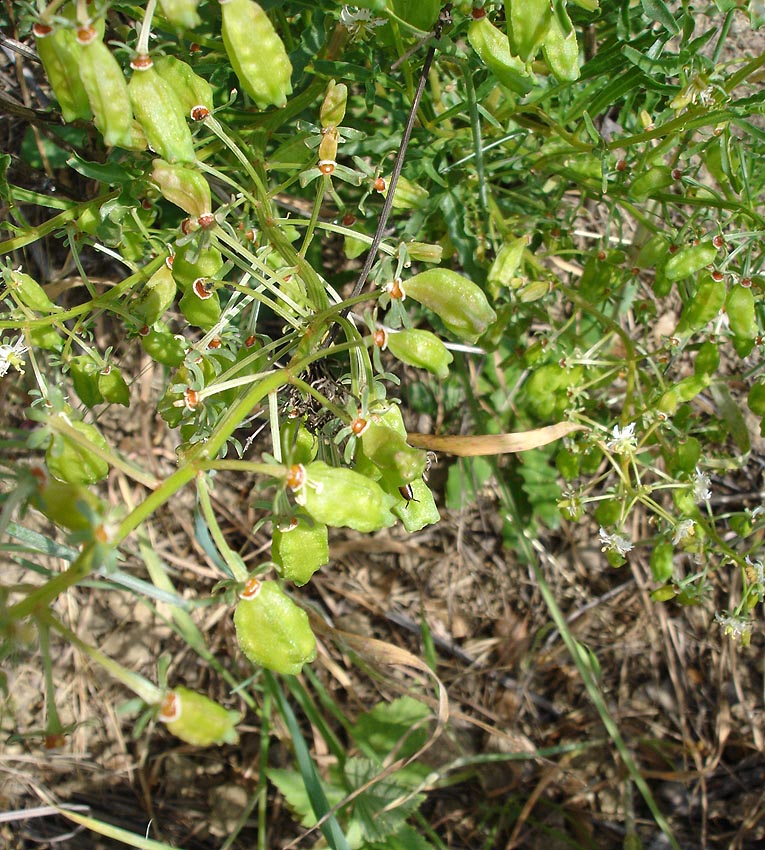
Vruchten